# Tomaat-garnaal

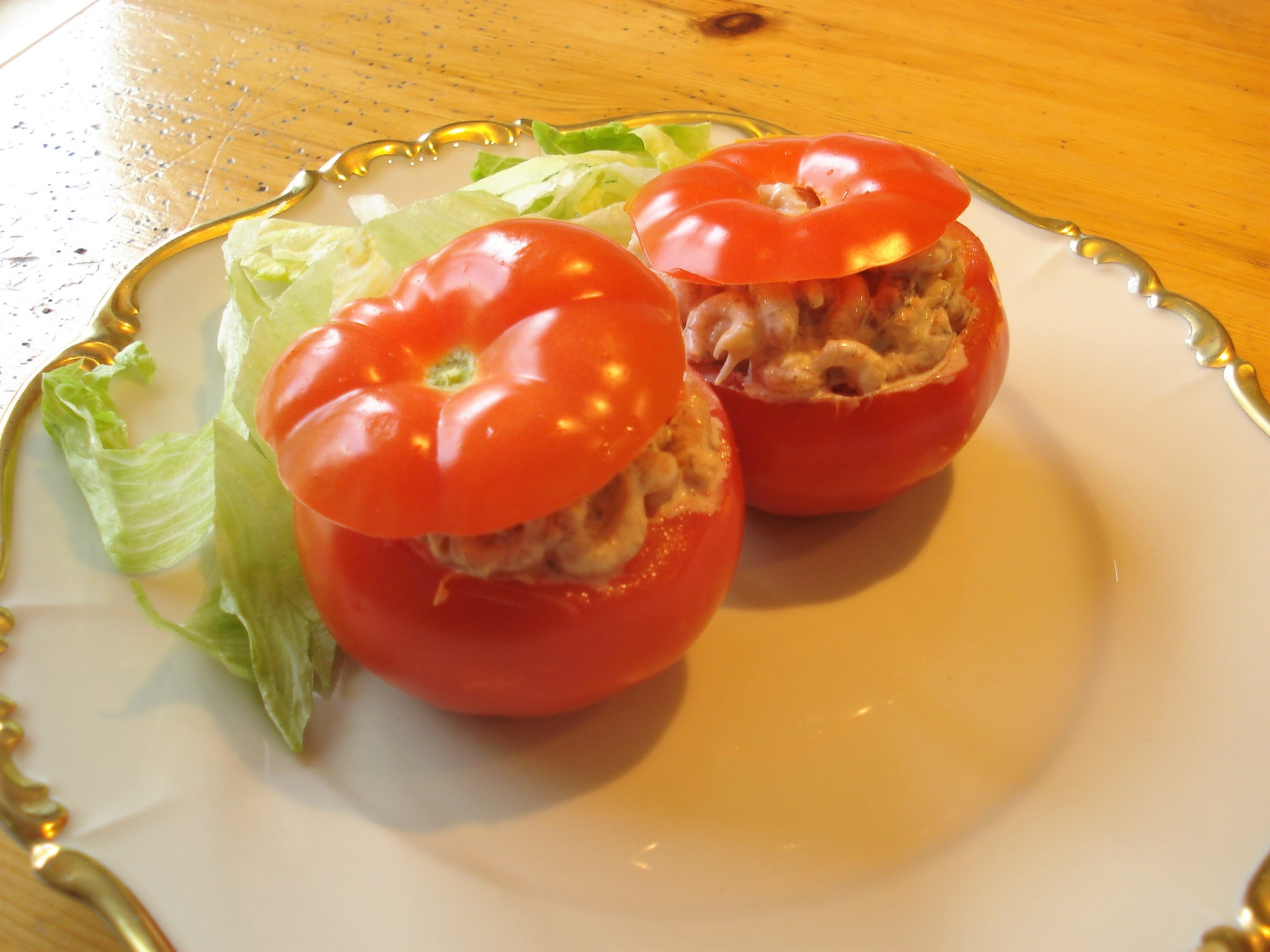
Tomaat-garnaal

Tomaat-garnaal (in de volksmond vaak benoemd in het Frans: 'tomate-crevettes') is een gerecht dat bekend staat als een specialiteit uit de Belgische keuken. Het bestaat uit een uitgeholde, al dan niet gepelde tomaat, opgevuld met grijze garnalen en mayonaise. Het wordt meestal geserveerd als voorgerecht, en is populair bij speciale gelegenheden zoals feestdagen.

## Geschiedenis[1]
Hoewel garnalen al een hele tijd gegeten worden in België (vooral in de kustregio), zit de consumptie ervan sinds de tweede helft van de negentiende eeuw duidelijk in de lift: verbeterde distributie- en koelmogelijkheden maken dat de garnaal ook in het binnenland beschikbaar wordt. Verschillende gerechten met garnalen doen hun intrede in restaurants en op menukaarten van banketten: in sauzen, als garnaalkroketten, in slaatjes ... Zo ook tomaat-garnaal, dat uitgroeit tot een brasserie-klassieker.
Op het platteland raakt tomaat-garnaal in de loop van de twintigste eeuw ingeburgerd. Het tijdschrift De Boerin, uitgegeven door de Belgische Boerinnenbond (later KVLV/Ferm), raadt bijvoorbeeld in maart 1919 een eerste maal aan om tomaten op te vullen met garnalen, en maakt in een later nummer (1926) expliciet gewag van 'garnalenbakjes', met volgend recept:
"Rijpe, doch geen zachte tomaten worden overdwars doormidden gesneden; het weeke gedeelte wordt er met een zilveren lepeltje uitgehaald en de bakjes gevuld op de volgende wijze: eerst een dessertlepeltje mayonnaisesaus, vervolgens eene laag gekookte garnalen, dan weer mayonaise, bovenop komt de punt van een hardgekookt ei. De bakjes worden elk op een frisch slablaadje gezet en de schotel verder versierd met schijven der overgehouden harde eieren."

## Recept
Tomaat-garnaal is ook een traditioneel gerecht in Ons Kookboek, van diezelfde Boerinnenbond. Hieronder het recept zoals verschenen in de editie van 1972:
Gevulde tomaten - tomatenkorfjes
Per tomaat: 25 g gepelde garnalen - 1 soeplepel mayonaise.
Was de tomaten, droog ze af, snijd ze en haal ze uit in de vorm van een doosje, een mandje of een doosje met gekartelde rand. Kruid de uitgehaalde tomaten met peper en zout. (...) Meng gepelde garnalen met mayonaise. Hiermee de tomaten vullen. Bestrooi met gehakte peterselie.
Andere recepten zijn vergelijkbaar. De vaste elementen zijn -uiteraard- de tomaat (al dan niet gepeld), de garnalen en de mayonaise. Afhankelijk van het recept worden soms ook peterselie of hardgekookte eieren toegevoegd. Typische garnituren zijn sla, ei en frieten.